# نيكول بيك
نيكول بيك (بالإنجليزية: Nicole Beck) هي لاعبة اتحاد الرغبي أسترالية، ولدت في 28 مايو 1988 في بولي ‏ في أستراليا.

## وصلات خارجية
- نيكول بيك على موقع اللجنة الأولمبية الدولية (الإنجليزية)
- نيكول بيك على موقع أوليمبيديا (الإنجليزية)
- نيكول بيك على موقع اللجنة الأولمبية الأسترالية (الإنجليزية)